# عملیات کرکوک
عملیات کرکوک فیلمی به کارگردانی و نویسندگی جمال شورجه محصول سال ۱۳۷۰ است.

## خلاصه داستان
به منظور مقابله با تبلیغات نیروهای دشمن مبنی بر بی تحرکی نیروهای ایرانی، یک گروه از رزمندگان جنگ‌های نامنظم مأموریت می‌یابند طی عملیاتی در درون خاک دشمن، پالایشگاه شهر کرکوک را به آتش بکشند. گروه پس از مجاهدت‌هایی و گذراندن حوادثی به شهر نزدیک می‌شوند. در اینجا کردهای مسلمان عراقی به کمک آنها می‌آیند و همه دست در دست یکدیگر مأموریت را به سلامت به انجام می‌رسانند و با به جا گذاشتن سه شهید، بازمی‌گردند.

## بازیگران
- جهانبخش سلطانی
- محرم زینال‌زاده
- جعفر دهقان
- کاظم افرندنیا
- اردلان شجاع‌کاوه
- ابوالفضل شاه‌کرم
- حمیدرضا تاج‌دولتی
- مصطفی رستمی
- محمد گیلانی
- اکبر اصفهانی
- حسین خسروی
- ناصر اعتزازی
- حمید صالحی
- حسین نظری
- حمید مطهری
- یوسفی